# Wassenberg
Wassenberg – miasto w Niemczech, położone w kraju związkowym Nadrenia Północna-Westfalia, w rejencji Kolonia, w powiecie Heinsberg. W 2010 roku liczyło 17 297 mieszkańców.

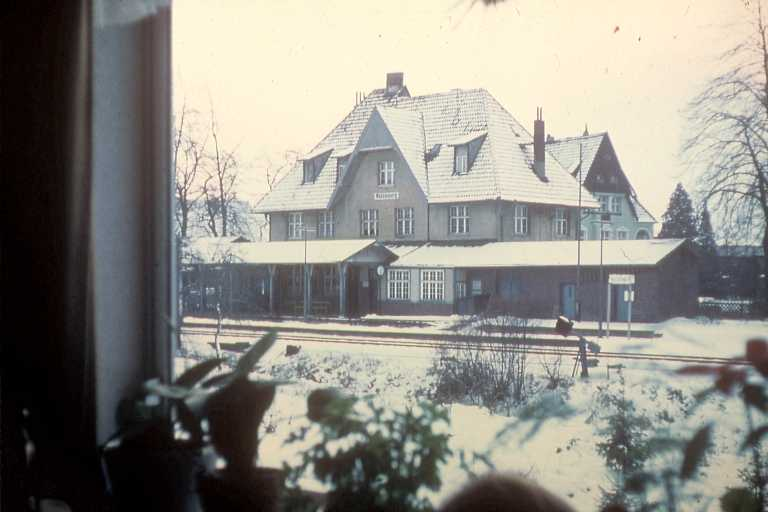
Dworzec kolejowy w Wassenberg (lata 70.)